# Persoonia pinifolia
Persoonia pinifolia (лат.) — кустарник, вид рода Персоония (Persoonia) семейства Протейные (Proteaceae), эндемик Сиднейского региона в Новом Южном Уэльсе. Прямостоячий деревянистый куст с мягкой листвой, напоминающей сосновые иголки, и длинными верхушечными кистями мелких жёлтых цветков, появляющихся в конце зимы или летом.

## Ботаническое описание

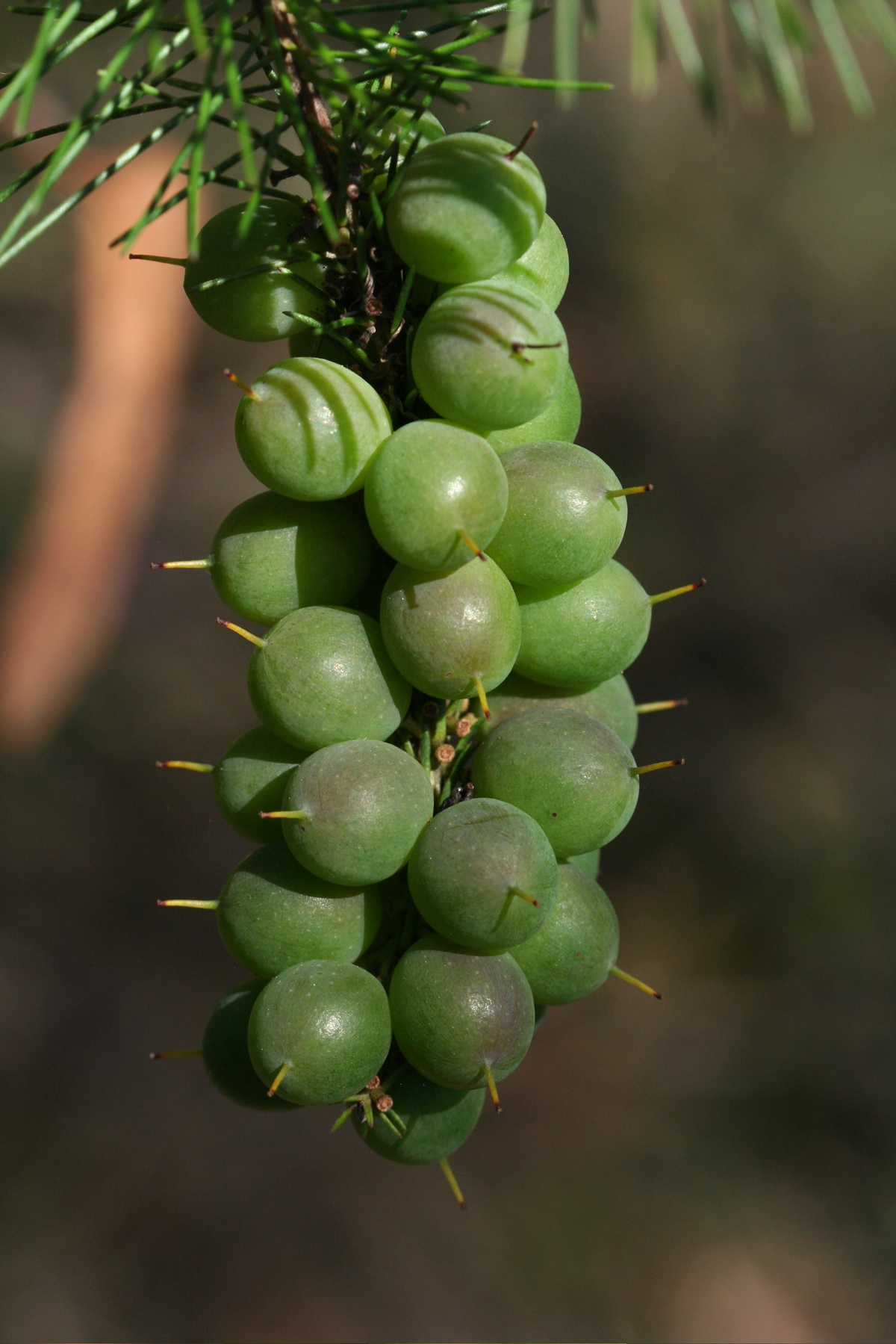
Плоды P. pinifolia

Persoonia pinifolia — вертикальный древесный кустарник высотой до 3 м в ширину. Молодые ветки умеренно опушённые. Листья мягкие и нитевидные, 30-70 мм в длину, около 0,5 мм в ширину, умеренно опушённые в молодом возрасте, но со временем становятся гладкими. Концы листьев часто бывают загнутыми. Цветки расположены в длинных верхушечных кистях, что делает их гораздо более заметными, чем у большинства других персооний. У каждого цветка есть умеренно опушённая ножка длиной 1-4 мм, а у основания каждого цветка есть небольшой лист. Цветок состоит из четырёх листочков околоцветника длиной 8-9 мм, сросшихся у основания, но с загнутыми назад кончиками. Центральный столбик окружён четырьмя жёлтыми пыльниками, которые также соединены у основания с загнутыми назад кончиками, так что при взгляде с конца он напоминает крест. Цветение происходит в основном с конца зимы до лета, иногда в другие месяцы. Плоды — мясистые зелёные костянки, напоминающие виноградную гроздь.

## Таксономия
Впервые вид был официально описан в 1810 году Робертом Брауном в Transactions of the Linnean Society of London по образцам, собранным недалеко от Порт-Джексона. Видовое название — от латинских слов pinus, «сосна», и folium, «лист».

## Распространение
Persoonia pinifolia — эндемик Сиднейского региона в Новом Южном Уэльсе (Австралия).

## Экология
Плоды Persoonia pinifolia собирают птицы, в том числе пестрохвостая ворона-флейтист, атласный шалашник и Sericulus chrysocephalus, полосатая иволга и Meliphaga lewinii, но как это влияет на распространение семян, неизвестно. В отличие от большинства протейных, у Persoonia pinifolia нет протеоидных корней.

## В садоводстве
P. pinifolia — одна из наиболее широко культивируемых персооний в восточной Австралии, хотя этот вид и не является надёжным садовым растением. Основная причина, по которой он не стал более широко доступным, — трудности, с которыми сталкиваются при размножении семенами или черенками. Семена очень трудно прорастают: комбинация ингибиторов и толстый непроницаемый эндокарпий способствуют этому. В естественных условиях огонь, по-видимому, улучшает прорастание, хотя использование продуктов искусственного дыма, похоже, не влияет на улучшение результатов. Можно предположить, что огонь имеет физический эффект, такой как «растрескивание» эндокарпа, или в сочетании с водой (дождём и влагой), улучшают проницаемость эндокарпа. Можно также предположить, что дым, возможно, действительно улучшает прорастание, но искусственные условия не позволяют дыму проникать в зародыш семян. Черенки были опробованы со многими комбинациями гормонов, вызывающих корнеобразование, а также с мёдом, сахаром и кокосовым молоком. Обычный уровень укоренения составляет <1 %. Подобные результаты делают растение нежизнеспособным как для профессионального питомника, так и для садоводов-любителей.
В период 2012—2017 годов питомником на крайнем южном побережье Нового Южного Уэльса проводилось исследования по размножению P. pinifolia черенками, в которых уровень укоренения составил около 85 %. По-видимому, время года, длина черенка, температура, степень ранения и уровень гормонов являются важными факторами для стабильно хороших результатов.
Было показано, что культивирование тканей было успешным с P. pinifolia и некоторыми другими видами persoonia..

## Галерея

Persoonia pinifolia
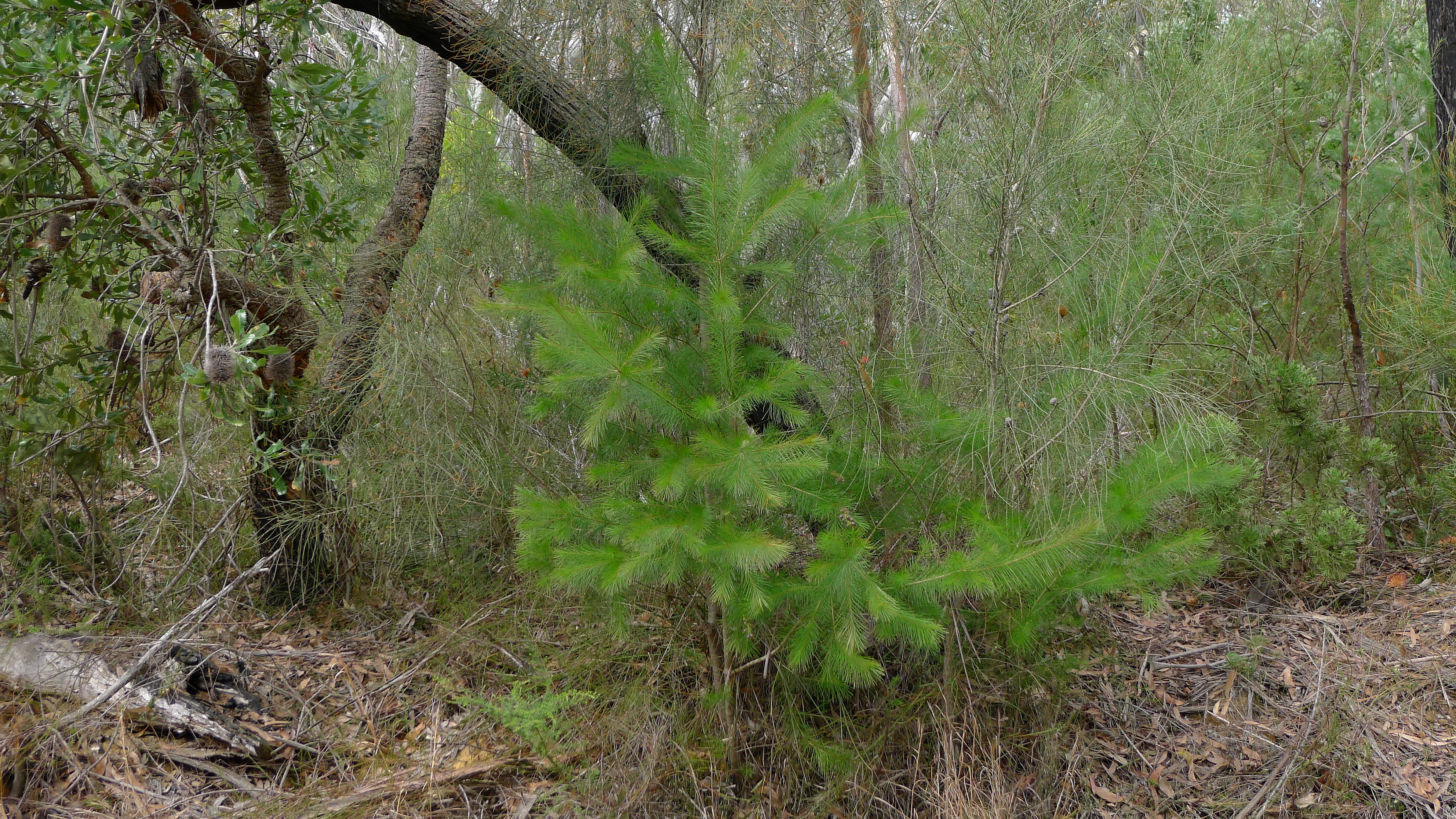
Общий вид
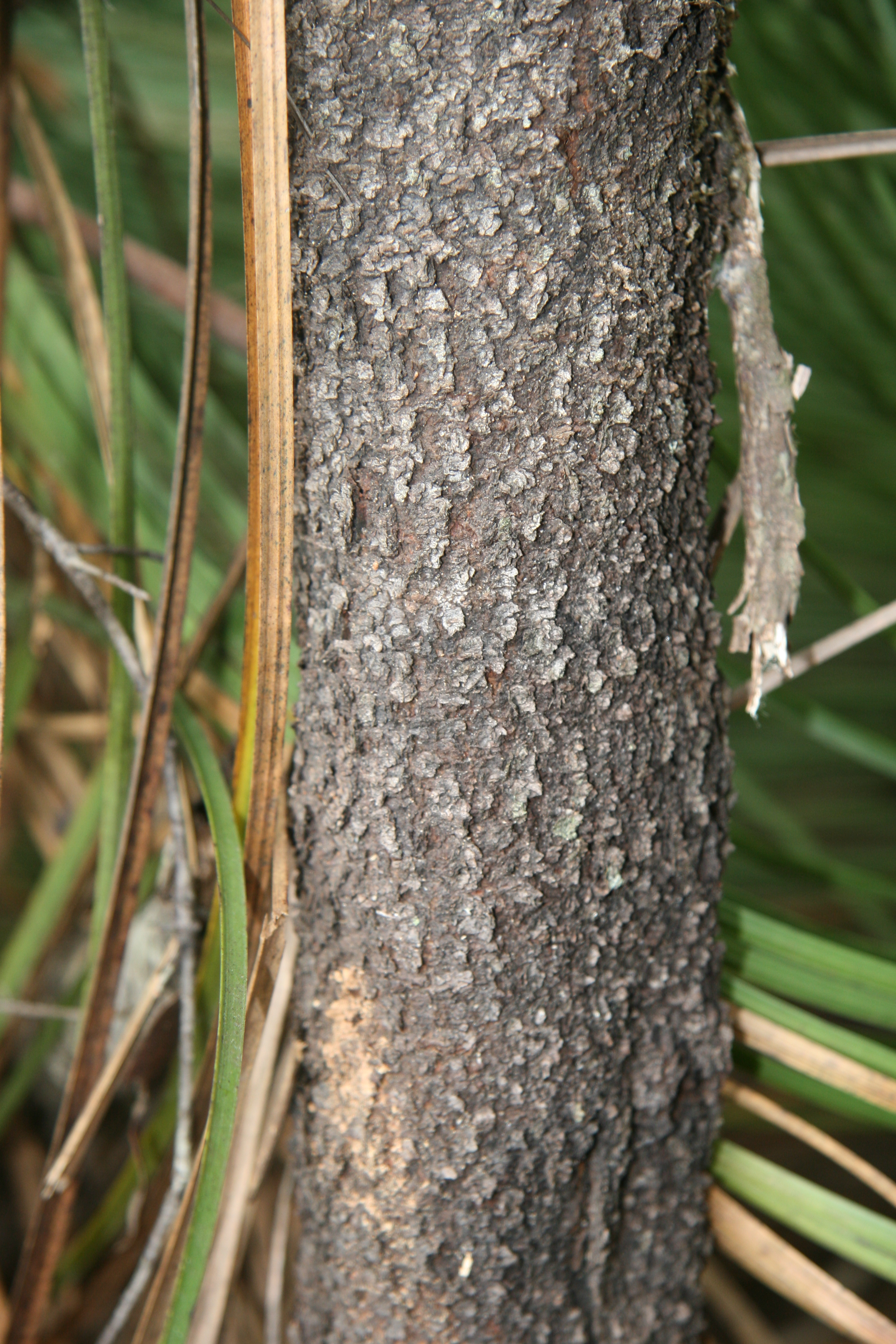
Кора
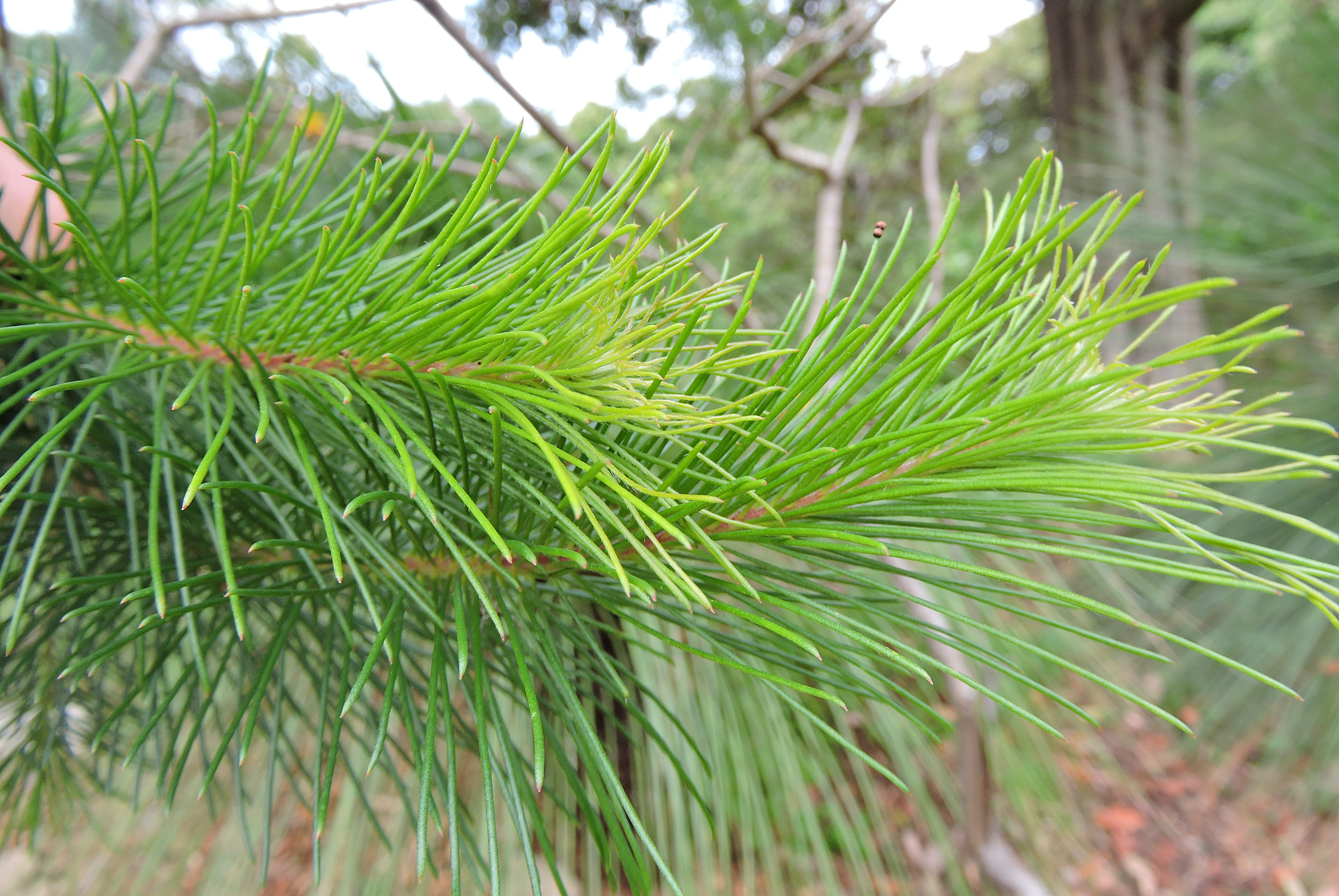
Листва
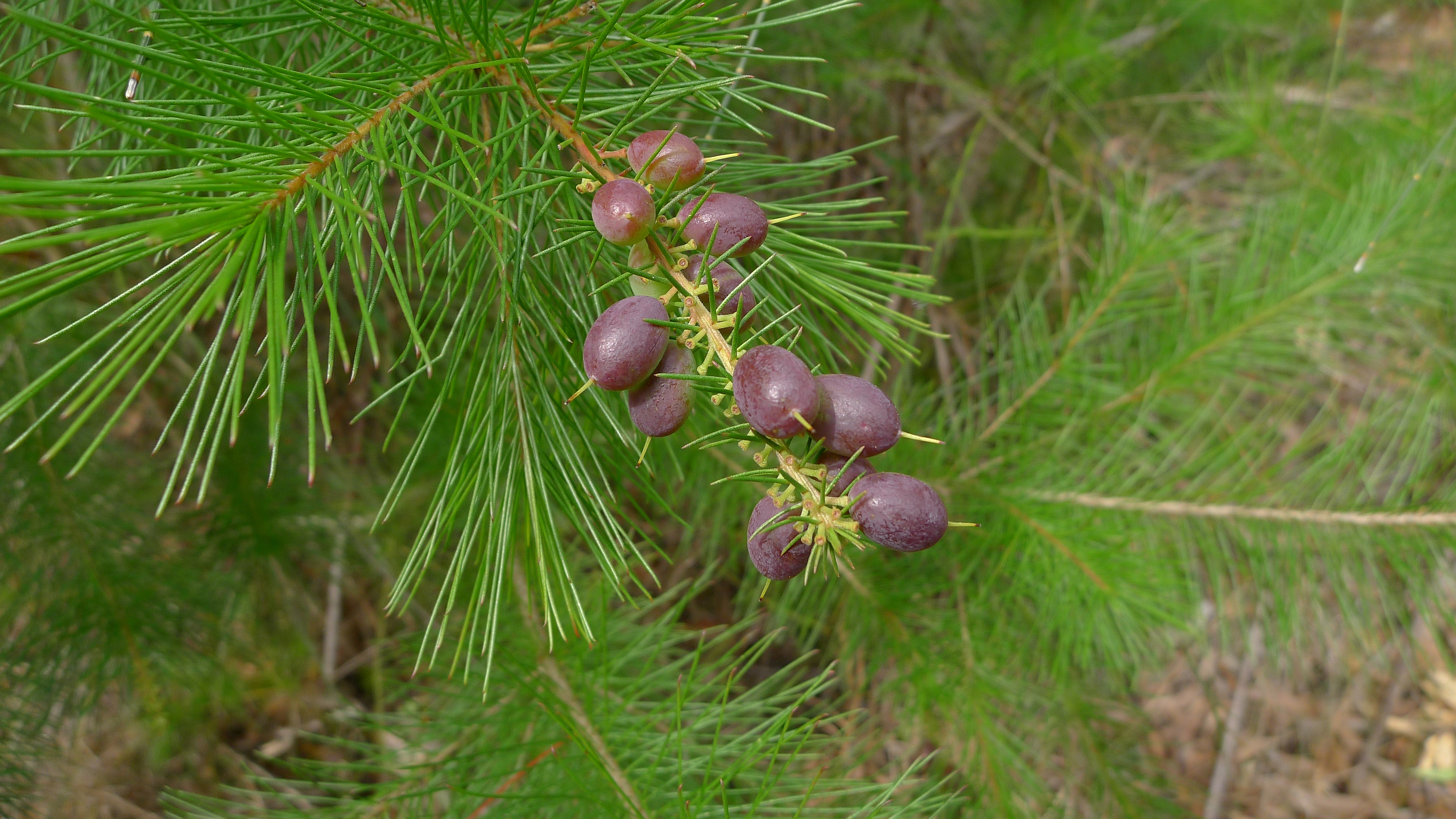
Зрелые плоды